# Unihockey Tigers
Unihockey Tigers Langnau är en innebandyklubb i Schweiz som bildades 1984 och har spelat i Swiss Mobiliar League sedan 2005. Klubben har kommit tvåa i ligan två gånger och blivit cupmästare tre gånger.